# Roseraie de Bagatelle
Roseraie de Bagatelle er en rosenhave i nordvesthjørnet af Bois de Boulogne i Paris.
På initiativ af bystyret i Paris blev haven anlagt i 1905 af landskabsarkitekt  Jean Claude Nicolas Forestier (1861-1930). Rosenhaven er en del af de fem samlinger af roser i Frankrig, som indgår i "Den nationale samling" ved konservatoriet for specialiserede plantesamlinger.
Haven har over 9000 planter fordelt på over 1100 sorter. Haven arrangerer hvert år konkurrencen Ville de Paris Concours International de Roses Nouvelles for nye rosensorter.
- Kig gennem en rosenport op mod orangeriet
- Rosenhaven set mod kiosken
- Endnu et kig ud over haven
- Rose Comtesse Brigitte Chandon-Moet fotograferet i Roseraie de Bagatelle